# Epibryon plagiochilae
Epibryon plagiochilae är en svampart som först beskrevs av Gonz. Frag., och fick sitt nu gällande namn av Döbbeler 1978. Epibryon plagiochilae ingår i släktet Epibryon och familjen Pseudoperisporiaceae.  Arten är reproducerande i Sverige. Inga underarter finns listade i Catalogue of Life.